# Viola Reggio Calabria 1990-1991
Rosa della Viola Reggio Calabria per la stagione 1990-1991 di Serie A1.
Piazzamento finale: 12º posto, retrocessa in Serie A2 dopo i play-out. Eliminata ai 16.mi di finale della Coppa Korać dal Panionios Atene.
Sponsor: Panasonic.
| Nome                                              | Nazionalità                              | Ruolo       | Nascita |
| ------------------------------------------------- | ---------------------------------------- | ----------- | ------- |
| Roberto Bullara                                   | Italia (bandiera)                        | guardia     | 1964    |
| Gustavo Tolotti                                   | Italia (bandiera)                        | ala-centro  | 1967    |
| Alessandro Santoro                                | Italia (bandiera)                        | playmaker   | 1965    |
| Clivo Righi                                       | Italia (bandiera)                        | centro      | 1966    |
| Jorge Rifatti                                     | Argentina (bandiera) · Italia (bandiera) | centro      | 1970    |
| Matteo Lanza                                      | Italia (bandiera)                        | guardia     | 1964    |
| Lucio Laganà                                      | Italia (bandiera)                        | guardia     | 1963    |
| Dean Garrett                                      | Stati Uniti (bandiera)                   | centro      | 1966    |
| Michael Young (dal 09/12/1990)                    | Stati Uniti (bandiera)                   | guardia-ala | 1961    |
| Agostino Li Vecchi (dal 30/12/1990 al 17/03/1991) | Italia (bandiera)                        | ala         | 1970    |
| Hugo Sconochini (fino al 03/03/1991)              | Argentina (bandiera) · Italia (bandiera) | guardia-ala | 1971    |
| Dan Caldwell (fino al 24/11/1990)                 | Stati Uniti (bandiera)                   | ala         | 1959    |
| All: Carlo Recalcati                              | Italia (bandiera)                        | -           | 1945    |